# Dresden School of Management

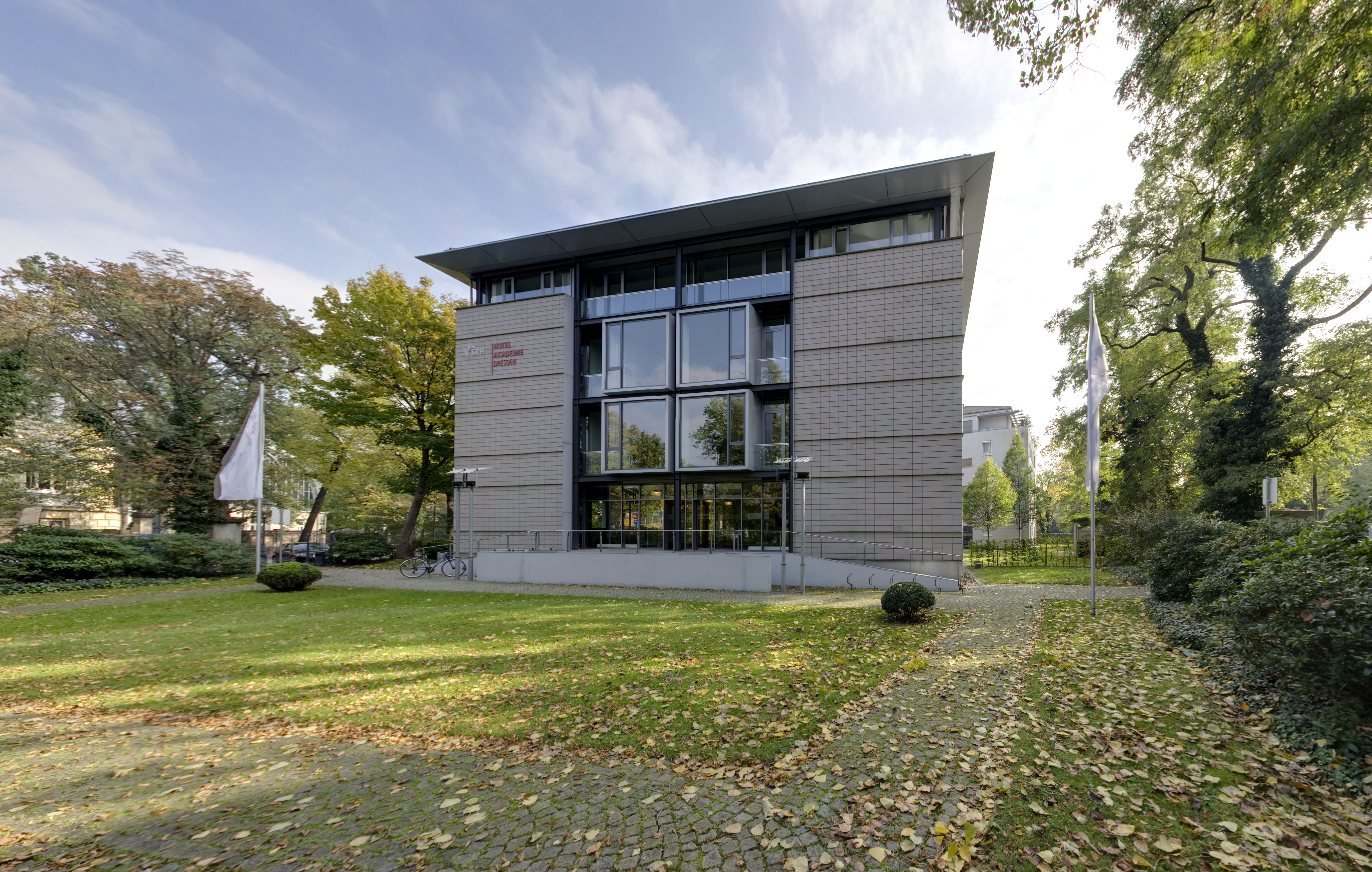
Campus der Dresden School of Management

Die SRH Dresden School of Management (ehem. SRH Hochschulcampus Dresden der SRH Hochschule Berlin) ist Teil der SRH Berlin University of Applied Sciences, einer privaten, staatlich anerkannten und akkreditierten Fachhochschule mit fünf Schulen an den Standorten Berlin und Dresden.

## Studiengänge
Der Campus Dresden bietet international ausgerichtete Bachelor- und Masterstudiengänge mit den Schwerpunkten Tourismus und Hotellerie, Management und Event sowie Psychologie und Soziales (deutsch oder englisch) im Dual- oder Vollzeitstudium an.
An der Schule sind ca. 410 Studierende und aus über 30 Nationen eingeschrieben.
Bachelorstudiengänge:
- Internationales Hotelmanagement B.A. – Vollzeit oder Dual (deutsch)
- Global Hospitality Management B.A. – Vollzeit (englisch)
- Internationales Tourismus- und Eventmanagement B.A. – Vollzeit oder Dual (deutsch)
- Soziale Arbeit B.A. – Vollzeit oder Dual (deutsch)
- Wirtschaftspsychologie B.Sc. – Vollzeit (deutsch)

Masterstudiengänge:
- International Business and Leadership M.A. – Vollzeit (englisch)
- Hospitality Management and Leadership M.A. – Vollzeit (englisch)
- Healthcare Management M.A. – Vollzeit (englisch)

Die Vorlesungen der SRH Dresden School of Management werden nach dem Studienmodell CORE-Prinzip (Competence Oriented Research and Education) gestaltet. Das Semester gliedert sich in 5-Wochen-Blöcke. Jeder Block schließt am Ende der fünf Wochen mit einer Prüfung ab. Die Studierenden erhalten eine Hochschulausbildung in maximal 25 Personen umfassenden Lerngruppen.

## Geschichte
Die Bildungseinrichtung wurde im Jahre 1994 gegründet und begann als Hotelfachschule Pirna, Fachwirte für die Hotellerie auszubilden.
Im Jahr 2009 wurde diese zur Hotel-Akademie umbenannt. Im September 2012 schloss sie sich der SRH Berlin University of Applied Sciences an und erhielt den Namen SRH Hotel-Akademie Dresden. Nach einem Markenwechsel im Oktober 2019 tritt die Hotel-Akademie als Dresden School of Management auf.
Seit Juli 2009 ist die Dresden School of Management durch den Wissenschaftsrat institutionell akkreditiert. Die Akkreditierungsagentur FIBAA hat die fachliche Qualität der Studienprogramme an der Dresden School of Management bestätigt.